# The Truth About Spring
The Truth about Spring (bra: Quando Floresce o Amor) é um filme de aventura britano-estadunidense de 1965 dirigido por Richard Thorpe e estrelado por Hayley Mills, John Mills e James MacArthur. O filme foi baseado no romance Satan de Henry de Vere Stacpoole, e lançado pela Universal Pictures.

## Elenco
- Hayley Mills como Spring Tyler
- John Mills como Capitão Tommy Tyler
- James MacArthur como William Ashton
- David Tomlinson como Tio de Ashton
- Lionel Jeffries como José Carkez
- Harry Andrews como Judd Sellers
- Niall MacGinnis como Cleary
- Lionel Murton como Simmons